# Colossendeis losinskii
Colossendeis losinskii är en havsspindelart som beskrevs av Turpaeva, E.P. 2002. Colossendeis losinskii ingår i släktet Colossendeis och familjen Colossendeidae. Inga underarter finns listade i Catalogue of Life.